# 송내 나들목
송내 나들목(Songnae IC)은 경기도 부천시 소사구 송내동과 원미구 상동에 걸쳐 설치된 수도권제1순환고속도로의 25번 교차로이다. 국도 제46호선인 경인로와 입체 교차되며, 나들목 진출입로는 인천광역시 부평구 일신동과 접하고 있다. 국도 제46호선을 통해 부천시내 및 인천 시내 (부평구 일대)로 진출할 수 있다.
고속도로 본선상에 교통량 조절을 위한 신호등이 있으며, 이는 대한민국의 고속도로에서 유일한 시설이다. 송내 나들목 이외에도 장수 나들목, 중동 나들목, 계양 나들목, 서운 분기점에도 본선 상에 교통량 조절 신호등이 설치되어 있다.

## 연혁
- 1992년 8월 20일 : 나들목 신설을 위해 부천도시계획시설 교통광장에 부천시 남구 송내동 일대를, 인천도시계획시설 교통광장에 인천직할시 북구 일신동 일대를 송내 나들목으로 고시[1]
- 1998년 7월 24일 : 서울외곽순환고속도로 장수 ~ 서운 구간 개통에 따라 영업 개시[2]

## 구조물 정보
- 위치: 경기도 부천시 소사구 송내동, 원미구 상동

## 접속하는 도로
- 국도 제46호선 (경인로)
- 간접 연결 : 무네미로, 송내대로 (구산사거리 이용)